# Football Inter Club Association
Il Football Inter Club Association, noto anche con l'acronimo FICA, è una società di calcio haitiana, con sede a Cap-Haïtien.

## Storia[1]
Il FICA nacque il 17 ottobre 1972 in una sala del College Notre Dame du Perpétuel Secours, per iniziativa di un gruppo di giovani studenti, tutti originari di Cap-Haïtien, reduci di un campionato scolastico di calcio nazionale.
Come presidente fu scelto Dudré Génard, come segretario generale Paul Calixte e come tesoriere il reverendo Yvon Joseph; la guida tecnica fu affidata a Hervé Calixte ed a Charles Vertilis. I primi giocatori del FICA furono Daniel Albert, Ricot St-Juste, Frantzy Mathieu, Duverglas Joseph, Serge Célestin, Jean Robert Télusma, René Monestime, Daniel Cadet, Antony Byas, Robert Noel, Frantz Telusmond, Gary César, Jocelyn Zépherin, Killick Jean-Louis, Claude Louis Charles, Michel Desravines e Wilfrid Zépherin.
Il 26 novembre dello stesso anno il FICA disputò il suo primo incontro, affrontando al Parc St-Victor di Cap-Haïtien l'Etoile Haïtienne che si aggiudicò l'incontro per una rete a zero. Il giorno seguente venne disputata la gara di rivincita, che si concluse con l'affermazione del FICA grazie ad un'unica rete, messa a segno da Wilfrid Zépherin.
Nel 1973 avvenne l'iscrizione alla Ligue du Nord, e la società partecipò al suo primo campionato, ove giunsero secondi.
Nel 1975 il FICA diviene campione del nord d'Haiti. Dal 1976 al 1983 il FICA diviene per tre volte campione di Cap-Haïtien, aggiudicandosi nel 1976 la "Coupe Pharmacie du Centre" e nel 1979 e 1983 la "Coupe Henry Christophe".
Nel 1989 il FICA vince il suo primo campionato di calcio haitiano, superando in semifinale l'Association Sportive Capoise ed in finale il Violette.
Nella sua storia il FICA ha vinto sei campionati haitiani.

## Palmarès

### Competizioni nazionali[3]
- Campionato haitiano di calcio: 6

1988-1989, 1989-1990, 1990-1991, 1993-1994, 1998, 2001